# Shaw Blades
Gli Shaw Blades furono un supergruppo progressive rock statunitense, attivo dal 1994 al 1996, e dal 2005 al 2010.
La band era originariamente formato da Tommy Shaw degli Styx  e Jack Blades dei Night Ranger, dai quali il gruppo prende il nome, oltre che da Steve Farmer e Michael Cartellone, ex Damn Yankees.

## Storia
Si tratta di una band che ha prodotto due album tra altri progetti, Hallucination del 1995 e Influence del 2007. Le prime due canzoni di "Hallucination" - "My Hallucination" e "I'll Always Be with You" vennero pubblicate come singoli. Nel 1996 la band si sciolse a causa della reunion degli Styx, che comprendeva anche lo stesso Tommy Shaw.
Hanno anche registrato una cover della classica canzone natalizia "The Twelve Days of Christmas" nell'album A Classic Rock Christmas, pubblicato nel 2006. Ha fatto un breve tour in America nella primavera del 2007 e un altro nell'autunno 2007. Dopo aver pubblicato un terzo album, la band si sciolse definitivamente nel 2010.

## Discografia

### Album in studio
- 1995 - Hallucination
- 2006 - A Classic Rock Christmas
- 2008 - Influence

## Formazione

### Ultima
- Tommy Shaw - voce, chitarra (1994-1996; 2005-2010)
- Jack Blades - voce, chitarra (1994-1996; 2005-2010)
- Will Evankovich - chitarra (2005-2010)
- C.J. Vanston - tastiera (2005-2010)
- Juan Croucier - basso (1994-1996; 2005-2010)
- Michael Cartellone - batteria (2013-2015)

### Membri precedenti
- Steve Farmer - chitarra (1994-1996; 2005-2007)
- Michael Lardie - tastiere (1994-1996)